# Haute Ubaye - Massif du Chambeyron
Haute Ubaye - Massif du Chambeyron este o arie protejată (sit de importanță comunitară — SCI) din Franța întinsă pe o suprafață de 14.037 ha, integral pe uscat.

## Localizare
Centrul sitului Haute Ubaye - Massif du Chambeyron este situat la coordonatele 44°34′35″N 6°51′39″E / 44.57639°N 6.86083°E.

## Înființare
Situl Haute Ubaye - Massif du Chambeyron a fost declarat arie specială de conservare în baza directivei 92/43 din 1992 referitoare la conservarea habitatelor naturale și a faunei și florei sălbatice pentru a proteja 3 specii de plante și 5 specii de animale.

## Biodiversitate
Situată în ecoregiunea alpină, aria protejată conține 29 de habitate naturale: Râuri de munte și vegetația lor lemnoasă cu Myricaria germanica, Râuri de munte și vegetația lor lemnoasă cu Salix elaeagnos, Tufărișuri subarctice cu Salix spp., Pajiști carstice calcaroase sau bazofile, de Alysso-Sedion albi, Pajiști boreale și alpine pe substrat silicios, Mlaștini alcaline, Formațiuni pioniere alpine de Caricion bicoloris-atrofuscae, Ape stătătoare oligotrofe până la mezotrofe, cu vegetație de Littorelletea uniflorae și/sau de Isoëto-Nanojuncetea, Ape puternic oligomezotrofe cu vegetație bentonică cu Chara spp., Râuri de munte și vegetația erbacee de pe malurile acestora, Pajiști alpine și boreale, Lande oro-mediteraneene cu formațiuni endemice de grozamă, Pajiști alpine și subalpine calcaroase, Pajiști uscate seminaturale și facies de acoperire cu tufișuri pe substraturi calcaroase (Festuco-Brometalia) (* situri importante pentru orhidee), Liziere de ierburi înalte hidrofile de câmpie și de nivel montan până la alpin, Fânețe montane, Grohotișuri silicioase de la nivelul montan până la nivelul zăpezii (Androsacetalia alpinae și Galeopsietalia ladani), Grohotișuri calcaroase și de șisturi calcaroase de la nivelul montan până la nivelul alpin (Thlaspietea rotundifolii), Pante stâncoase calcaroase cu vegetație casmofită, Păduri alpine de Larix decidua și/sau Pinus cembra, Păduri montane și subalpine de Pinus uncinata (* dezvoltate pe substrat gipsos sau calcaros), Lacuri eutrofice naturale cu vegetație de tip Magnopotamion sau Hydrocharition, Formațiuni ierboase bogate în specii de Nardus, dezvoltate pe substraturi silicioase în zone montane (și în zone submontane, în Europa continentală), Izvoare petrifiante cu formare de travertin (Cratoneurion), Grohotișuri termofile și vest-mediteraneene, Pante stâncoase silicioase cu vegetație casmofită, Roci stâncoase cu vegetație pionieră de Sedo-Scleranthion sau Sedo albi-Veronicion dillenii, Ghețari permanenți, Păduri aluvionare cu Alnus glutinosa și Fraxinus excelsior (Alno-Padion, Alnion incanae, Salicion albae).
La baza desemnării sitului se află mai multe specii protejate:
- plante (3): Aquilegia bertolonii, Dracocephalum austriacum, Eryngium alpinum
- mamifere (4): liliac cârn (Barbastella barbastellus), lupul (Canis lupus), liliac cărămiziu (Myotis emarginatus), liliacul mic cu potcoavă (Rhinolophus hipposideros)
- nevertebrate (1): molia lunii spaniolă (Actias isabellae)